# Toxomerus procrastinatus
Toxomerus procrastinatus är en tvåvingeart som beskrevs av Metz 2001. Toxomerus procrastinatus ingår i släktet Toxomerus och familjen blomflugor. Inga underarter finns listade i Catalogue of Life.